# Cris Williamson
Cris Williamson (Deadwood, Dakota del Sur, 1947) es una cantautora y activista estadounidense. 

## Carrera
Williamson  empezó a interesarse en la música luego de escuchar a la cantante Judy Collins. Publicó su primer álbum de estudio en 1964, titulado The Artistry of Cris Williamson. A partir de ese momento ha lanzado una gran cantidad de álbumes de estudio y sencillos. A través de su música ha realizado activismo político y feminismo, y ha sido una pieza clave en el surgimiento del movimiento denominado "women's music" (música de mujeres). Usando sus talentos musicales y formando equipo con otras activistas y defensoras del movimiento lésbico, Williamson es admirada en la comunidad LGBT por sus contribuciones artísticas y políticas, y sigue siendo un modelo para las futuras generaciones de feministas y activistas.
Williamson sostuvo una relación con la también cantautora Tret Fure, con la que grabó dos álbumes. Dicha relación terminó en el año 2000.

## Discografía
- 1964 The Artistry of Cris Williamson
- 1965 A Step at a Time
- 1965 The World Around Cris Williamson
- 1971 Cris Williamson
- 1975 The Changer and the Changed: A Record of the Times
- 1978 Live Dream
- 1980 Strange Paradise
- 1982  Blue Rider
- 1982  Lumière
- 1983  Meg/Cris at Carnegie Hall
- 1985  Prairie Fire
- 1985  Snow Angel
- 1987  Wolf Moon
- 1989  Country Blessed
- 1990  The Best of Cris Williamson
- 1991  Live in Concert: Circle of Friends
- 1994  Postcards from Paradise
- 1997  Between the Covers
- 1999  Radio Quiet
- 2001  Ashes
- 2003  Cris & Holly
- 2003  Replay
- 2005  The Essential Cris Williamson
- 2005  Real Deal
- 2005  The Changer and the Changed: A Record of the Times [30th *Anniversary Enhanced]
- 2007  Fringe
- 2008  Winter Hearts
- 2010  "Gifthorse"
- 2013  "Pray Tell"